# Lipidose hepática felina

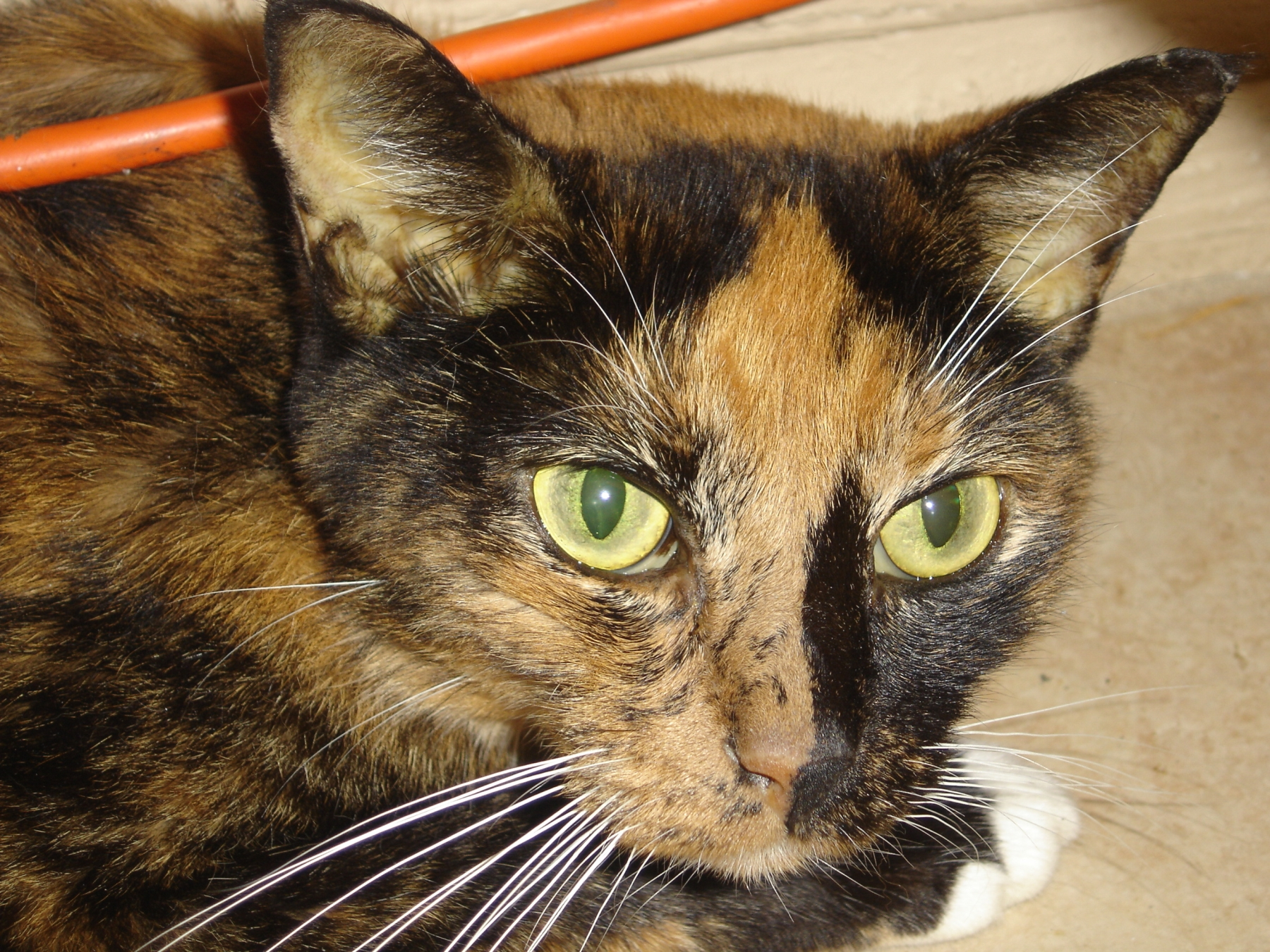
Gata com Lipidose Hepática Felina em estágio avançado mostrando icterícia nas orelhas e membrana ocular.

Lipidose hepática felina é uma hepatopatia causada pelo excesso de gordura no fígado, ocasionada por um desequilíbrio entre a entrada e saída de lipídios de dentro das células do fígado, o que leva ao mal funcionamento destas células e do trato biliar. É a hepatopatia mais comum nos gatos, ocorrendo em qualquer raça ou idade, sendo mais comum entre os 4 e 12 anos.
Os fatores de risco primários são a anorexia e a obesidade, entretanto pode ser de causas desconhecidas (idiopática) ou secundária a outras doenças como doença renal e diabetes mellitus.
O diagnóstico é feito pela história clínica e imagiologia. A visualização da gordura nas células do fígado, obtidas mediante biópsia ou aspiração por agulha fina, definem o diagnóstico.
O tratamento é feito através de uma dieta rica em proteínas e que provenha os nutrientes e níveis calóricos adequados. Na maioria dos casos é necessária a alimentação forçada.